# Spredning (fysik)
Inden for fysik er spredning en generel proces, hvor nogle former for stråling, såsom lys, lyd og bevægelige partikler bliver tvunget til at afvige fra en lige bane til én eller flere veje, som følge af lokale ikke-ensartetheder i det medie, som de bevæger sig i. I konventionel brug inkluderer dette også afvigelser af reflekteret stråling i en vinkel, som er forudsagt af reflektionsloven. Reflektioner der udsættes for spredning kaldes ofte for diffus reflektion, mens ikke-spredte reflektioner kaldes regulær reflektion (spejllignende).
Spredning kan også referere til partikelkollisioner mellem molekyler, atomer, elektroner, fotoner eller andre partikler. Eksempler inkluderer spredning fra kosmisk stråling i Jordens øvre atmosfære, partikelkollisioner inde i en partikelaccelerator, elektronspredning af gasatomer i fluorescerende lamper og neutronspredning i en kernereaktor. Atomer eller molekyler, der udsættes for lys, absorberer energien og udsender den overskydende energi i forskellige retninger med forskellige intensiteter.
Typen af ikke-ensartetheder, der kan skabe spredning, kaldes nogle gange scatterers (på engelsk) eller spredningscentre, og er for talrige til at liste alle, men et lille udvalg inkluderer partikler, bobler, dråber, densitetsændringer i væsker, krystallitter i faste polykrystal, defekter i monokrystaller, ruhed, celler i organismer og tekstilfibre i tøj. Effekten af denne slags spredningscentre på retningen af stort set alle typer udbredte bølger eller bevægelige partikler kan beskrives ved spredningsteori.
Vigtige områder for spredning eller spredningsteori er radarer, ultralydsscanning, wafer-inspektion, procesovervågning af polymerisering, akustik og Computer-generated imagery. Spredning for partikel-partikel interaktioner er et vigtigt område i partikelfysik, atomar, molekylær og optisk fysik, kernefysik og astrofysik.